# Antony Starr
Antony Starr (Wellington, 1975. október 25. –) új-zélandi színész.
Leginkább televíziós szerepeiről ismert. Lucas Hoodot alakította a Cinemax Banshee (2013–2016), illetve 2019-től Homelandert az Amazon Prime Video A fiúk című szuperhőssorozatában és annak spin-offjaiban. Utóbbival szélesebb körben is elismeréseket szerzett.
A 2012-es Wish You Were Here című ausztrál filmben nyújtott alakításáért Starr többek között elnyerte a legjobb mellékszereplőnek járó AACTA-díjat.

## Fiatalkora
Az új-zélandi Wellingtonban. Gyerekként a szörfözés és a karate lelkes gyakorlója volt. Folyékonyan beszél angolul, indonézül, norvégul és spanyolul.
A Rangitoto College-ban tanult, ahol 1993-ban érettségizett. Annak ellenére, hogy jó tanuló volt, gyakran kimaradt az iskolából. Tanulmányai alatt drámaórákat vett, és statisztaként dolgozott különböző produkciókban, végül teljes munkaidőben színészkedni kezdett. Ez idő alatt egy benzinkúton is dolgozott.

## Magánélete
2022. március 4-i hírek szerint Starrt letartóztatták a spanyolországi Alicantéban, miután egy 21 éves férfit bántalmazott egy helyi kocsmában. 12 hónap felfüggesztett börtönbüntetésre ítélték, 5530 dollár kártérítést fizetett, hogy elkerülte a börtönt.

## Filmográfia

### Film
| Év   | Magyar cím           | Eredeti cím                | Szerep                | Magyar hang     |
| ---- | -------------------- | -------------------------- | --------------------- | --------------- |
| 2004 | Apám sufnija         | In My Father's Den         | Gareth                |                 |
| 2004 | Sodró lendület       | Without a Paddle           | Billy Newwood         |                 |
| 2005 | A leggyorsabb Indian | The World's Fastest Indian | Jeff                  |                 |
| 2006 | Az utód              | No. 2                      | Shelly                |                 |
| 2010 |                      | After the Waterfall        | John Drean            |                 |
| 2012 |                      | Wish You Were Here         | Jeremy King           |                 |
| 2019 |                      | American Sausage Standoff  | Mike Dankworth McCoid |                 |
| 2023 | A szövetség          | Guy Ritchie's The Covenant | Eddie Parker          |                 |
| 2023 | A félelem fészke     | Cobweb                     | Mark                  | Kamarás Iván    |
| 2025 | G20                  | G20                        | Rutledge              | Makranczi Zalán |

### Televízió
| Év        | Magyar cím               | Eredeti cím                        | Szerep                         | Megjegyzések                                                |
| --------- | ------------------------ | ---------------------------------- | ------------------------------ | ----------------------------------------------------------- |
| 1995–1996 | Xena: A harcos hercegnő  | Xena: Warrior Princess             | Mesas / David                  | 2 epizód                                                    |
| 2000–2002 |                          | Shortland Street                   | Stratford Wilson               | vendégszereplő                                              |
| 2000      |                          | Street Legal                       | Darren                         | televíziós sorozat                                          |
| 2001–2003 | Kisvárosi dokik          | Mercy Peak                         | Todd Van der Velter            | visszatérő szereplő (21 epizód)                             |
| 2003      | A tűz hegye              | Terror Peak                        | Jason                          | - tévéfilm - magyar hangja: - Hamvas Dániel                 |
| 2003      |                          | Hard Out                           | Stevo                          | televíziós sorozat                                          |
| 2003      |                          | Skin & Bone                        | Seymour Collins                | tévéfilm (főszereplő)                                       |
| 2004      |                          | Serial Killers                     | Dean Crocker                   | 1 epizód                                                    |
| 2004      |                          | Not Only But Always                | Los Angeles-i taxisofőr        | tévéfilm                                                    |
| 2005–2010 |                          | Outrageous Fortune                 | Jethro és Van West             | főszereplő                                                  |
| 2008      |                          | The Jaquie Brown Diaries           | Önmaga                         | 1 epizód                                                    |
| 2010      |                          | Spies and Lies                     | Sydney Ross                    | tévéfilm                                                    |
| 2011      | Rush – A hajsza          | Rush                               | Charlie Lewis                  | főszereplő (4. évad)                                        |
| 2011      |                          | Bliss                              | Tom Mills                      | tévéfilm                                                    |
| 2012      | Behajtók                 | Tricky Business                    | Matt Sloane                    | főszereplő                                                  |
| 2012      |                          | Lowdown                            | {Stuart King                   | 5 epizód                                                    |
| 2013–2016 | Banshee                  | Banshee                            | John "Lucas Hood" Smith        | - főszereplő (38 epizód) - magyar hangja: - Varga Gábor     |
| 2013–2014 |                          | Banshee Origins                    | John "Lucas Hood" Smith        | Kétrészes tévéfilm                                          |
| 2016      |                          | American Gothic                    | Garrett Hawthorne              | főszereplő                                                  |
| 2019–     | A fiúk                   | The Boys                           | John Gillman / Hazafi          | - főszereplő (32 epizód) - magyar hangja: - Makranczi Zalán |
| 2020      | Aunty Donna: A móka háza | Aunty Donna's Big Ol' House of Fun | Kóborló ember                  | 1 epizód                                                    |
| 2022      | A Fiúk ördögi oldala     | The Boys Presents: Diabolical      | John Gillman / Hazafi (hangja) | 2 epizód                                                    |
| 2023      | V generáció              | Gen V                              | John Gillman / Hazafi          | 1 epizód                                                    |

### Videójátékok
| Év   | Cím                            | Szerep                    | Megjegyzés                                      |
| ---- | ------------------------------ | ------------------------- | ----------------------------------------------- |
| 2022 | Call of Duty: Modern Warfare 2 | John Gillman / Homelander | játszható DLC karakter hang és külső megjelenés |
| 2024 | Mortal Kombat 1                | John Gillman / Homelander | játszható DLC karakter hang                     |

## Fordítás
- Ez a szócikk részben vagy egészben  az   Antony Starr című angol Wikipédia-szócikk ezen változatának fordításán alapul.  Az eredeti cikk szerkesztőit annak laptörténete sorolja fel. Ez a jelzés csupán a megfogalmazás eredetét és a szerzői jogokat jelzi, nem szolgál a cikkben szereplő információk forrásmegjelöléseként.